# Glossotrophia tangii
Glossotrophia tangii är en fjärilsart som beskrevs av Ebert 1965. Glossotrophia tangii ingår i släktet Glossotrophia och familjen mätare. Inga underarter finns listade i Catalogue of Life.